# Cảng Sơn Dương – Vũng Áng

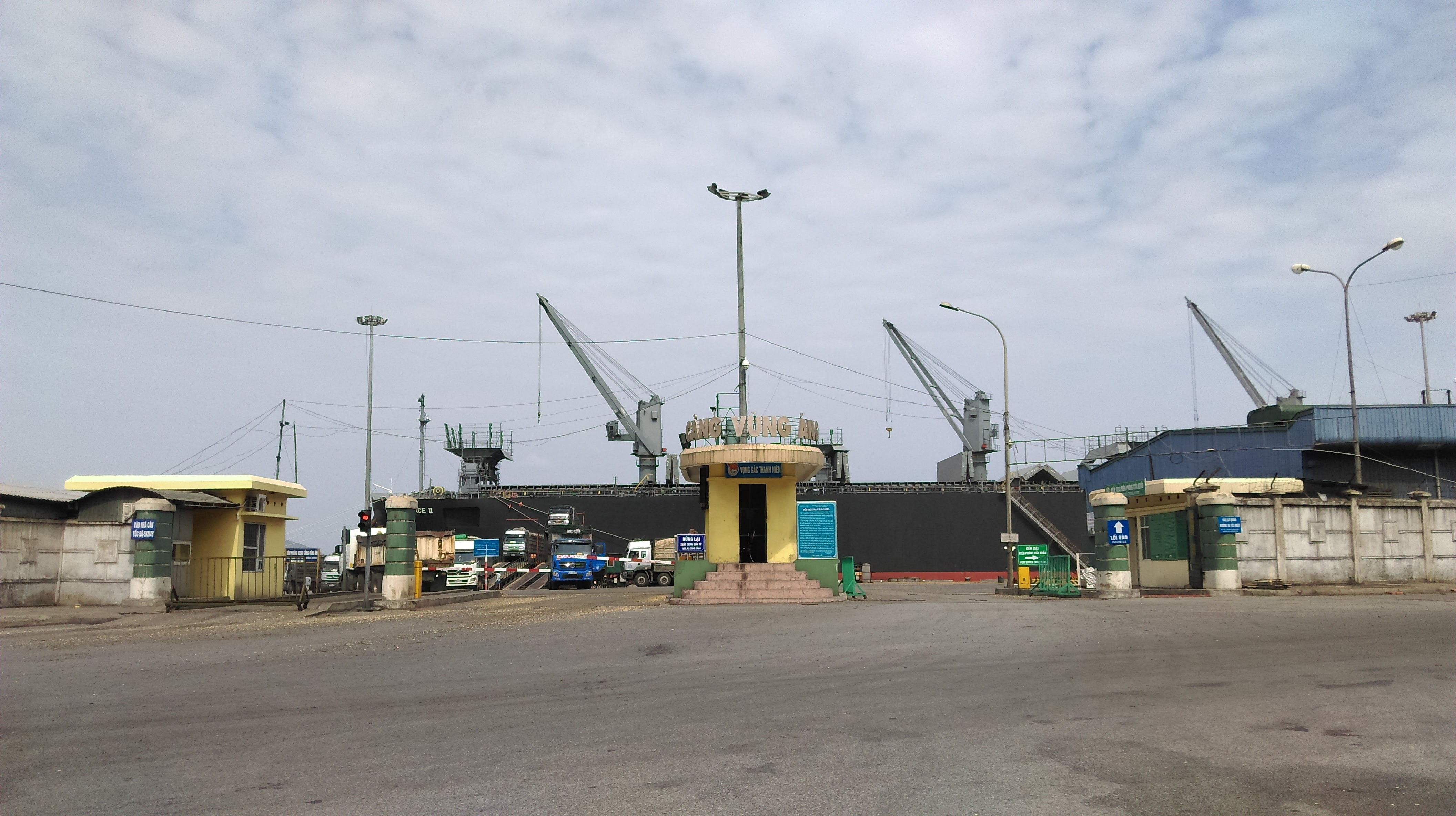
Cảng Vũng Áng

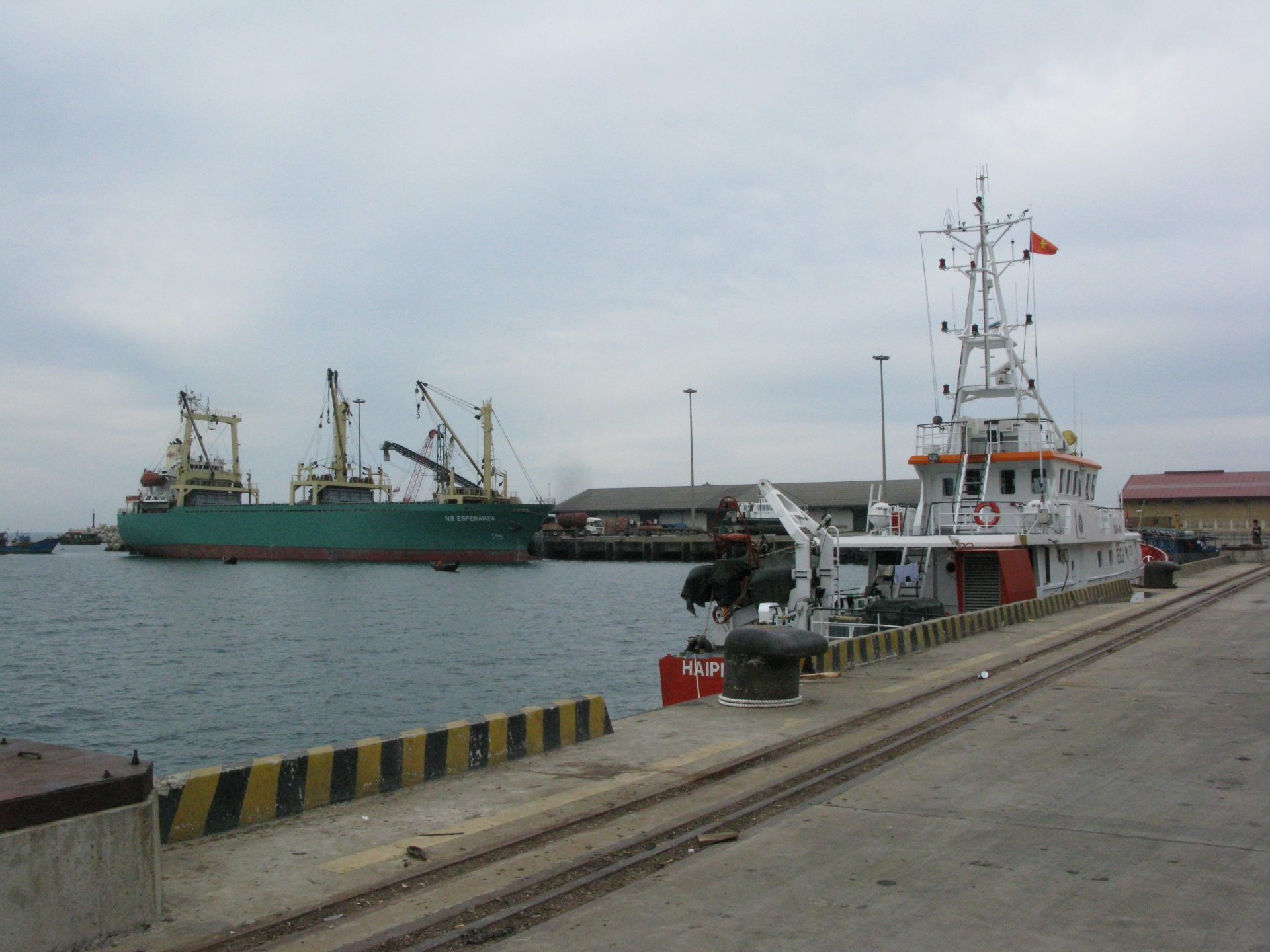
Bến số 1 và số 2 của cảng tổng hợp Vũng Áng

Cảng Sơn Dương – Vũng Áng là một cảng tổng hợp quốc gia, đầu mối khu vực (cảng loại I) của Việt Nam, nằm trong vũng Áng thuộc thị xã Kỳ Anh, tỉnh Hà Tĩnh, cách Quốc lộ 1 chỉ 9 km, cách biên giới Việt Nam - Lào (đèo Mụ Giạ) khoảng 230 km.

## Cụm khu bến cảng Vũng Áng
Hiện tại, cụm cảng Vũng Áng có hai khu bến chính đã bắt đầu đưa vào khai thác, đó là khu bến cảng tổng hợp Vũng Áng và khu bến cảng cho vận chuyển than phục vụ tổ hợp nhiệt điện Vũng Áng.

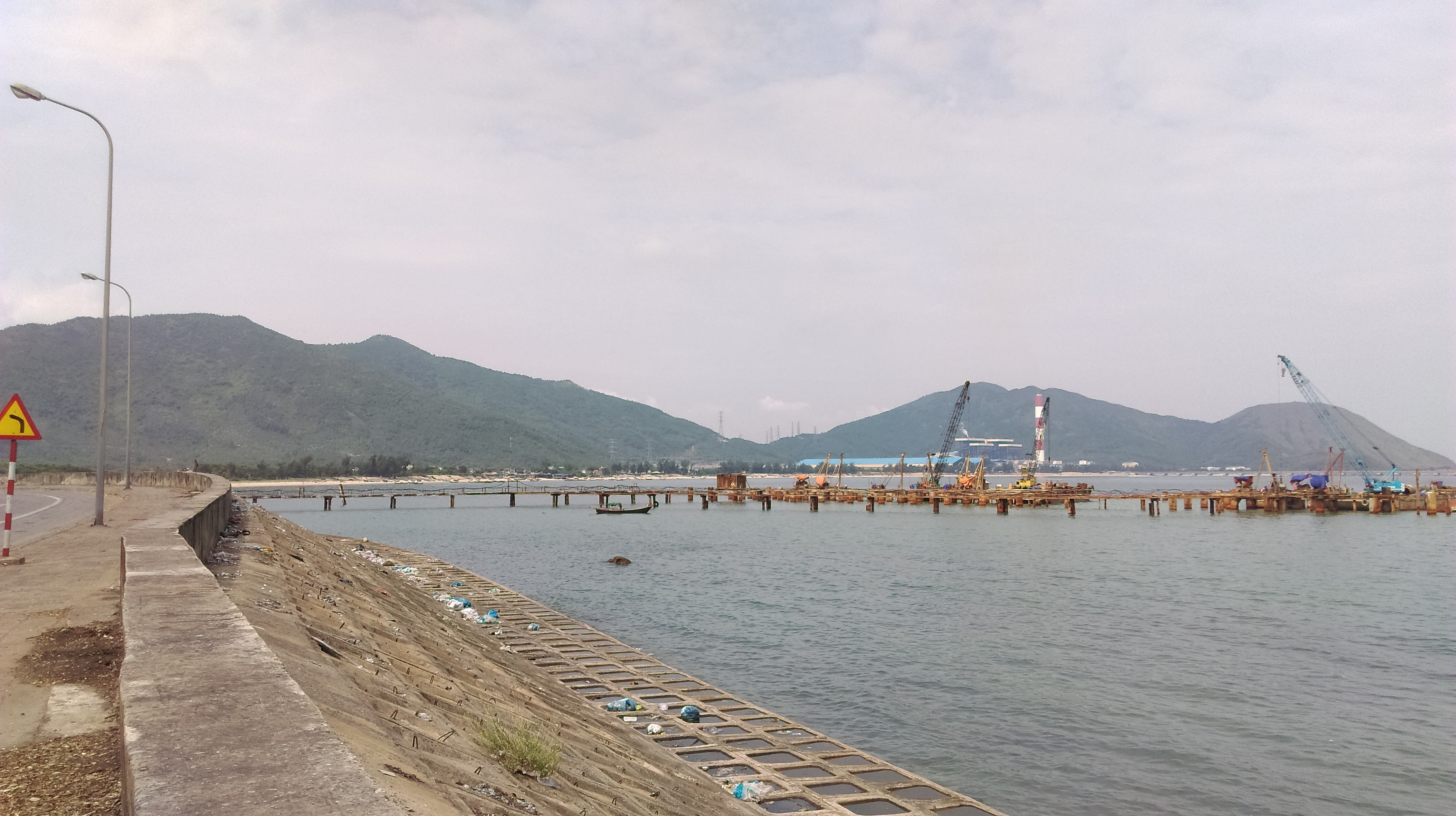
Năm 2016

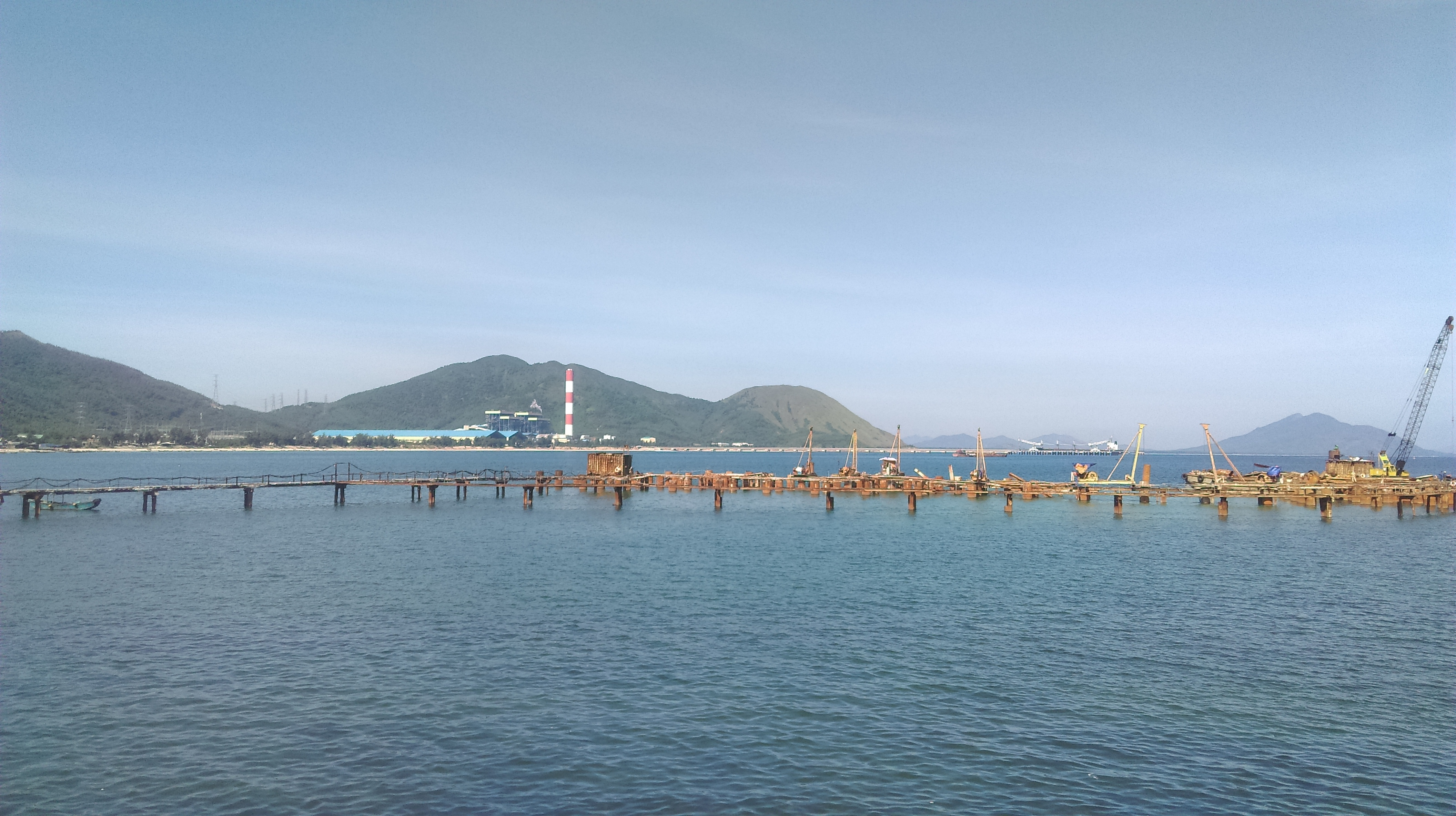

Giai đoạn 1 của việc xây dựng khu bến cảng tổng hợp Vũng Áng bắt đầu từ năm 1999 và hoàn thành vào năm 2001. Bến dài 185,5 m, rộng 298 m, sâu 11 m, và có khả năng tiếp nhận tàu đến 30 nghìn DWT. Giai đoạn 2 của việc xây dựng khu bến này bắt đầu từ năm 2006. Theo quy hoạch của chính phủ Việt Nam, đến năm 2015, khu bến cảng Vũng Áng sẽ có 2 bến và có thể tiếp nhận tàu tới 50 nghìn DWT.

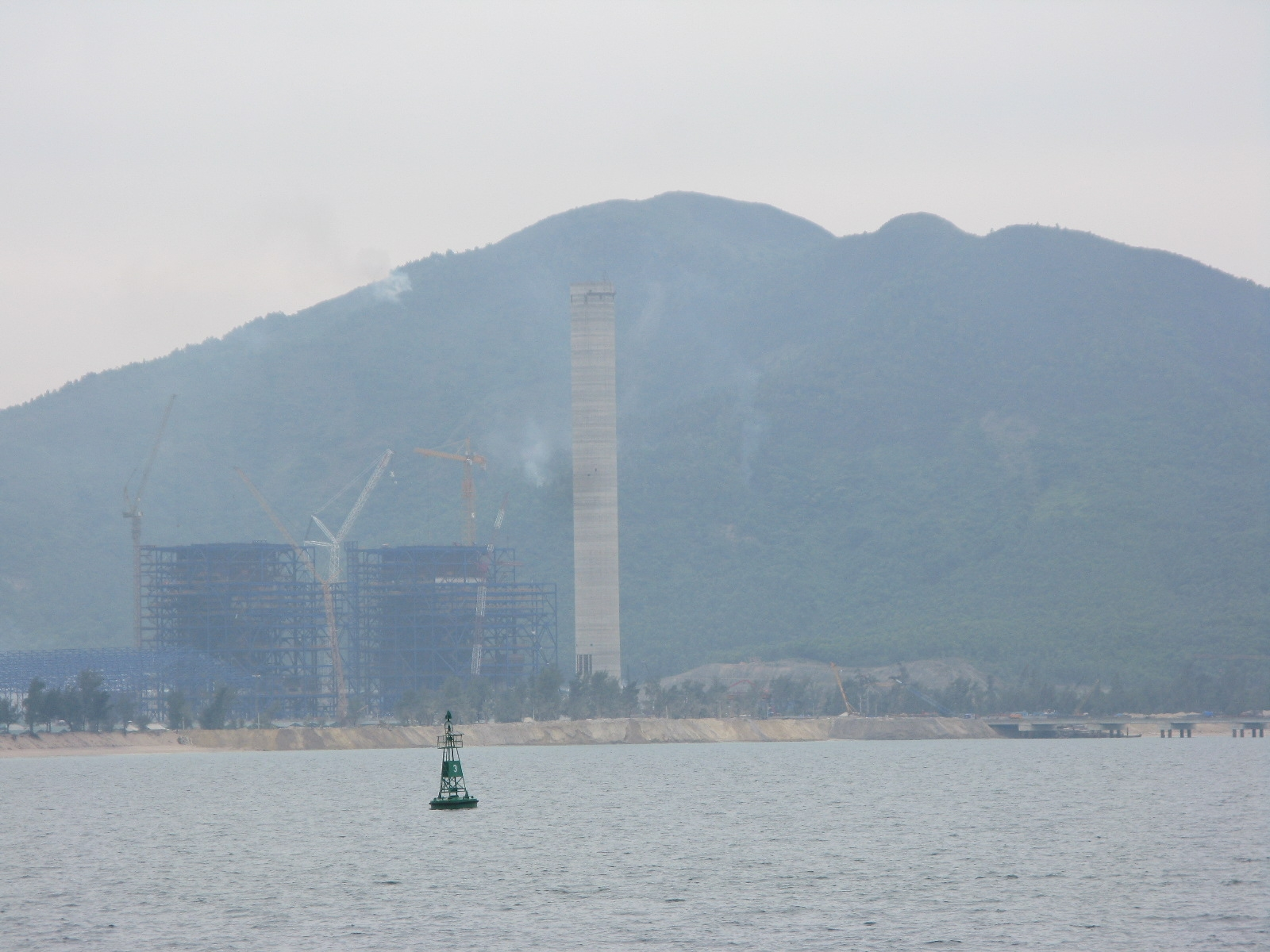
Khu bến cảng than của Tổ hợp Nhiệt điện Vũng Áng nhìn từ xa

Quản lý cảng Vũng Áng là Công ty cổ phần Cảng Vũng Áng Việt - Lào. Quản lý khu bến cảng than là Tập đoàn Điện lực Việt Nam.

## Khu bến cảng Sơn Dương
Khu bến Sơn Dương nằm ở phía nam vịnh Vũng Áng, phía Tây đảo Sơn Dương. Theo kế hoạch Cảng Sơn Dương sẽ chia thành 2 giai đoạn chính,trong đó giai đoạn I khu bến này sẽ xây dựng 11 cầu cảng có khả năng tiếp nhận tàu tới 200 nghìn DWT; Tổng cộng 2 giai đoạn sẽ xây dựng 32 cầu cảng. Hiện nay đang bắt đầu được xây dựng và do Tập đoàn Formosa (Đài Loan) đầu tư.